# Eduardo Neri
Eduardo Neri est une municipalité de l'État mexicain de Guerrero.

## Localisation
Eduardo Neri, l'une des 81 municipalités de l'État de Guerrero, est situé dans la partie centrale de celui-ci, dans la région Centre.
Son chef-lieu est la ville de Zumpango del Rio. La commune porte le nom de Eduardo Neri Reynoso, un législateur originaire de cette ville.